# هلموت روپناک
هلموت روپناک (آلمانی: Helmut Röpnack; ۲۳ سپتامبر ۱۸۸۴ – ۱۹ اوت ۱۹۳۵) بازیکن فوتبال اهل آلمان بود.
از باشگاه‌هایی که در آن بازی کرده‌است می‌توان به باشگاه فوتبال ویکتوریا ۱۸۸۹ اشاره کرد.